# Seishi Kishimoto
Pour les articles homonymes, voir Kishimoto.
岸本 聖史
Œuvres principales
- Satan 666 (2001–2008)
- Blazer Drive (2008–2011)
- Crimson Wolf (2011–2013)
- Sukedachi 09 (2014-2016)
- Mad Chimera World (2017–2018)

Seishi Kishimoto (岸本 聖史, Kishimoto Seishi) est un dessinateur et scénariste de mangas né le 8 novembre 1974 à Nagi dans la préfecture d'Okayama au Japon.
Frère jumeau de Masashi Kishimoto (auteur de Naruto), Seishi est l'auteur de Satan 666, série terminée en 19 tomes. Il poursuit sa carrière avec deux autres séries : Blazer Drive en 9 tomes, puis Crimson Wolf en 4 tomes.
Formé à la même école que son frère, Seishi Kishimoto possède un trait très proche de celui-ci ce qui lui vaut, à la sortie de sa première série Satan 666, d'être accusé de plagiat par les fans de Masashi Kishimoto. Les accusations sont si fortes que Masashi Kishimoto lui-même intervient auprès de son lectorat pour que cette polémique cesse.

## Œuvres
- ???? : Trigger - one-shot prépublié dans le magazine Comic BonBon
- ???? : Tenchu : The Wrath of Heaven - Adaptation manga du jeux vidéo Tenchu : La Colère divine prépublié dans le Monthly Shōnen Gangan
- 2001-2008 : Satan 666 - 19 volumes prépubliés dans le Monthly Shōnen Gangan
- 2008-2011 : Blazer Drive - 9 volumes prépublié dans le Monthly Shōnen Rival
- 2009 : Trival (prototype de Blazer Drive) - one-shot prépublié dans le Monthly Shōnen Rival
- 2011 : 12 O'Clock Bell Rings - one-shot prépublié dans le Monthly Shōnen Aria
- 2011-2013 : Crimson Wolf (紅の狼と足枷の羊, Kurenai no Ōkami to Ashikase no Hitsuji?) - quatre volumes prépubliés dans le magazine Monthly Shōnen Rival et édité en France par Kurokawa depuis 2014.
- 2014 : Sukedachi 09 - cinq volumes publiés par SQUARE ENIX au Japon et Kurokawa en France.
- 2017 : Mad Chimera World - 4 volumes prépublié dans le magazine Morning Two

## Jeu vidéo
- 2009 : Blazer Drive (Nintendo DS)